# CoRoT-2 b
CoRoT-2 b, precedentemente designato CoRoT-Exo-2 b, e a volte erroneamente citato come COROT-2 B o COROT-Exo-2 b, è un pianeta extrasolare gassoso scoperto il 20 dicembre 2007 dal satellite francese COROT. Orbita intorno alla stella di tipo spettrale K0V chiamata CoRoT-2, distante 930 anni luce dal Sole ed avente massa appena inferiore a quella solare.
Il pianeta ha un periodo orbitale di 1,74 giorni, un raggio 1,46 volte maggiore di quello di Giove e una massa 3,31 volte più grande di quella gioviana.